# Rubus sikkimensis
Rubus sikkimensis är en rosväxtart som beskrevs av Joseph Dalton Hooker. Rubus sikkimensis ingår i släktet rubusar, och familjen rosväxter. Utöver nominatformen finns också underarten R. s. canescens.